# Europastraße 951
Die Europastraße 951 (kurz: E 951) verläuft von Nord nach Süd und führt ausschließlich durch Griechenland durch die Regionen Epirus und Westgriechenland von südlich Ioannina am Knotenpunkt mit der A 2 (E 90) Richtung Arta am Ambrakischen Golf entlang. Ab Amfilochia ist sie streckengleich mit den Europastraßen 55 und 952 bis Agrinio, wo die E 952 nach Osten abzweigt und endet in Mesolongi am Golf von Patras.
Der Ausbaustandard entspricht noch nicht überall den Vorgaben des AGR (European Agreement On Main International Traffic Arteries), der rechtlichen Grundlage des Europastraßennetzwerks.
Die Strecke ist zurzeit ab Ioannina bis Gorgomylos sowie ab der Regionsgrenze von Epirus und Westgriechenland bis Amvrakia als Autobahn im Bau. Dort verläuft die E 951 noch auf der Nationalstraße 5, im Übrigen ist sie als A 5 ausgebaut.